# 卡洛·马苏洛
卡洛·马苏洛（義大利語：Carlo Massullo，1957年8月13日—），意大利男子现代五项运动员。他曾参加1984年、1988年和1992年夏季奥运会，共收获一枚金牌、两枚银牌和两枚铜牌。